# 開放式協同合作
開放式協同合作（英語：open collaboration）或簡稱開放式協是指從開放源碼運動所啟發及衍生的一套與傳統組織內及組織間不同的協同合作方式。
根據簡稱OpenSym的「開放式協同合作之聯合國際會議」（英語：The Joint International Symposium on Open Collaboration）所提供的定義，「開放式協同合作的開放性在於三項要件：（1）平等參與（每個人都能參與，不存在原則性或人為的障礙）、（2）按功績組織（相關決定及地位以功績為基礎而非外力強加）、及（3）自組織（組織流程去適應參與的人，而非參與的人去適應預定的流程）。」
為促成开放式创新，Levine & Prietula將開放式協同合作定義為「任何創新或生產體系，其系統仰賴一群有目標導向但協調方式寬鬆的參與者，這些參與者互動生產出有經濟價值的產品或服務，而將這些產品或服務讓貢獻者及非貢獻者都能享用。」